# Хижа
Хи́жа — село в Королівській громаді Берегівського району Закарпатської області України.

## Географія
Село розміщене в Закарпатському передгір'ї на Гірсько-карпатському поясі (відроги хребта Гута), на українсько-румунському кордоні. Села-сусіди — Черна, Новоселиця, Гудя Виноградівського району, село Велятин Хустського району, а через румунський кордон — Велика Тарна (угор. Нодь Тарна, Nagytarna, рум. Tarna Mare). Село розташоване на відстані 15 км від районного центру та за 7 км від залізничного вузла смт. Королево. Середня висота 200 м над рівнем моря. 

## Назва
Колишня назва — Мала Тарна (угор. Kistarna, рум. Tarna Mica). Походить назва від слов’янського слова ТРН – ТРНАВА, що українською означає терен, відомий всім кущ з дикоростучими плодами. Що стосується слова Хижа, то ще в давніші часи Малу Тарну місцеві жителі називали Хижі.

## Історія
В околицях села Хижа відкрито три палеолітичних місцезнаходження: два мустьєрського. одне – пізньопалеолітичного часу.
Село цікаве археологічними пам'ятками ранньозалізної доби. На його околицях виявлено робочі майданчики із залишками виробництва заліза (територія села входила до Дяківського металургійного району).
Перша письмова згадка — 1629 року. За кордоном знаходиться село Велика Тарна (Тарна Маре). У 1946 році закарпатську частину перейменували на Хижу. Розділили село ще за Чехословаччини в 1921 році. Тоді Оклі, Фертешолмаш і Велика Паладь відійшли під юрисдикцію Чехословаччині, взамін румунам віддали Бочков, Комловш, Сухий Потік і Велику Тарну. Як це часто буває при поділах, село розрізали по-живому. Щоб люди не втратили родинні зв’язки, уряди Чехословаччини та Румунії в районі села Гудя відкрили у 1922 році пропускний пункт, який діяв до 1939 року.
Із самого початку існування село належало нялабській домінії баронів Перені. Для прикладу, в 1638 році спадкоємці барона Імре Перені володіли в селі чотирма половинними кріпацькими наділами та одною третиною кріпацького наділу, одним невизначеним та одним покинутим наділами. Вже в 1775 році член сім’ї Перені Йокоб має сім кріпаків, трьох желярів і одного желяра без житла; Імре - шість кріпаків і одного желяра; Шандор – двох кріпаків; спадкоємці графа Яноша Телекі мають одного кріпака.
Цікаво, що в списках 1775 року, підготовлених під час проведення урбаріальної реформи, знаходимо прізвища, які і тепер зустрічаються у жителів села: Палешнік, Пелекач, Прокоп, Тотар, Філеп, Івачко, Палекач, Тімко, Богаш, Коцан, Орос, Товт, Поп. Прізвище Пінтє згадується в 1638 році, а в 1668 році є записи про Сідея Олексу, Крайняя, Вражу, Мушку, Філевича.
У виданому свідоцтві в 1773 році про наслідки місцевого перепису і в річному нотаріальному звіті за 1862 рік мовою жителів села вказана рутенська (русинська).
У 1925 році пройшли кінцеві врегулювання у спірних питаннях по кордону між Румунією і Чехословаччиною. Тоді частина від румунського села Велика Тарна відійшла до Хижі, а відповідна частина її території була приєднана до Румунії.
Найвищою горою Виноградівського району, на схилах якого і розкинулася Хижа, є Фрасин — 850 м, тут виявлені вулканічні кратери.
Карпатські гори добре захищають село від холодних північних повітряних мас, тому тут клімат помірно континентальний, відносно жарке літо і м'яка малосніжна зима. Середньорічна температура повітря 8,8 — 9,3° С. Середня температура в липні 23 — 25° С, в січні — 3 — 4°С. Опадів випадає 600—800 мм в рік, найбільше в травні і червні. Зима коротка: починається в середині грудня і триває 2,5 — 3 місяці; часто бувають відлиги, сніговий покрив нестійкий і малопотужний.
Через село протікає невеличкий потічок Холт, який бере початок у гірському т. зв. Гонзовому потоці. Живиться потічок ґрунтовими водами, що стікаються в нього дрібнішими струмками. У повінь досить руйнівний: зносить містки, заливає городи поля, руйнує вулиці села. Кліматичні умови сприяють розвитку сільського господарства і тваринництва. Тут вирощують фруктові дерева, виноградники, ягідні та інші теплолюбні культури. З північної та східної частини село оточують лісисті гори. Основні породи лісів: бук, дуб, береза, граб, а на схилах — кущі різних ягід, серед яких поширені шипшина, кизил, тернослив, луг, червона калина. Росте тут і рідкісний шафран Гейфеля.
Село умовно поділено на декілька районів — Нижній кінець, Верхній кінець, Корнети, Застава, Млиновиця, Жолобина, під Чучковом тощо
В селі довгий час був облаштований міжнародний піших перехід, який зараз не діє.
З весни до пізньої осені у лісах буває багато грибів: білі гриби, підберезовики, гірчиці, голубінки, маслята, козарі, лисички та інші. У межах території села є кілька видів корисних копалин: камінь будівельний (урочище Плита), жовтий пісок, джерела прісної (урочище Борсучини) та мінеральної води (біля українсько-румунського кордону). 
У селі є середня школа, будинок культури, амбулаторія, дитячий садок, пошта, кілька підприємств торгівлі.
У 2010 році Хижанській ЗОШ І-ІІІ ступенів виповнилося 40 років. Центр села прикрашають два храми, які відвідують вірники православної та греко-католицької християнських конфесій.
Серед вулканічних порід Вигорлат-Гутинських гір, від м. Ужгорода до с. Хижі виявлені андезито-бальзати.

## Символіка
Герб: у щиті на зеленому вістрі срібна хижа (хата) із золотими дверима та вікнами і під такою ж стріхою, над нею – квітка терну зі срібними пелюстками та золотим осердям і
листочками; обабіч на срібних полях по пурпуровій квітці шафрану із зеленими листочками.
Прапор: квадратне полотнище, на зеленому фоні біла хата з жовтими дверима та вікнами і під такою ж стріхою, над нею – квітка терну з білими пелюстками та жовтим осердям і листочками; від древка йде лиштва (завширшки в 1/5 сторони прапора), розділена горизонтально поперемінно на 5 синіх і 5 жовтих частин. Стара хата під золотою солом’яною стріхою вказує на сучасну назву села. Квітка терну символізує давню назву поселення – Мала Тарна. Геральдичне вістря умовно означає розташування Хижі біля гори Фрасин, а зелене поле уособлює Карпатські гори. Квітки шафрану підкреслюють унікальність місцевої природи. На прапорі синьо-жовта лиштва уособлює знаходження села біля Державного кордону України.

## Населення
Згідно з переписом УРСР 1989 року чисельність наявного населення села становила 1505 осіб, з яких 735 чоловіків та 770 жінок.
За переписом населення України 2001 року в селі мешкали 1673 особи.

## храм св. великомученика Дмитра. 1872.
У 1751 р. згадано дерев’яну церкву св. Дмитра в поганому стані, вкриту соломою, забезпечену малими образами та одним дзвоном.
У 1775 р. Мала Тарна є філією Великої Тарни (нині Тарна-Маре в Румунії). Тоді ж згадують стару дерев’яну церкву, збудовану парохіянами з могутніх брусів. Струнка мурована церква базилічної форми постала завдяки самовідданій праці й організаторським здібностям місцевого пароха о. Василя Воленського та працьовитості і жертовності його вірників. Нові дзвони, куплені зусиллями кураторів Василя Філепа, Василя Батина та дяка В. Філепа, посвятили 2 лютого 1937 р. Двір з кам’яним хрестом 1907 р. оточений добре збереженою кам’яною огорожею. Останній ремонт зроблено в 1991 р.

## Туристичні місця
храм св. великомученика Дмитра. 1872.
- гора Фрасин — 850 м, тут виявлені вулканічні кратери.
Село цікаве археологічними пам'ятками ранньозалізної доби. На його околицях виявлено робочі майданчики із залишками виробництва заліза (територія села входила до Дяківського металургійного району).

## Мова
Розподіл населення за рідною мовою за даними перепису 2001 року:
| Мова       | Відсоток |
| ---------- | -------- |
| українська | 99,01 %  |
| російська  | 0,70 %   |
| румунська  | 0,12 %   |
| білоруська | 0,06 %   |
| молдовська | 0,06 %   |
| угорська   | 0,06 %   |